# Громовик простий
Громовик простий, громовик донський як Onosma tanaitica (Onosma simplicissima) — вид рослин з родини шорстколистих (Boraginaceae); поширений у південно-східній Європі та в Азії.

## Опис
Багаторічна рослина 10–35 см заввишки. Стебла вкриті лише притиснутими волосками. Кореневище у верхній частині гіллясте. Окрім квітконосних стебел є ще вкорочені безплідні густо вкриті листям. Листки лінійно-звужені, 2–7 см завдовжки і 3–9 мм завширшки, негусто вкриті щетинистими, вгору спрямованими волосками і більш тонким притиснутим пушком. Віночок світло-жовтий, втричі довший від чашечки, 18–21 мм завдовжки.

## Поширення
Поширений у Євразії від України до центрального Сибіру й північно-зіхідного Сіньцзяну.
В Україні зростає на крейдяних відслоненнях — у басейні Сіверського Дінця і в Приазов'ї (по річках Кринка, Волноваха, Дон).